# بازار خان
بازار خان مربوط به دوره قاجار است و در یزد، محله لب خندق، خیابان قیام واقع شده و این اثر در تاریخ ۹ اردیبهشت ۱۳۸۲ با شمارهٔ ثبت ۸۵۴۴ به‌عنوان یکی از آثار ملی ایران به ثبت رسیده است.